# Квантово самоубийство
Квантовото самоубийство в квантовата механика е мисловен експеримент, първоначално публикуван самостоятелно от Ханс Моравек през 1987 и Бруно Маршал през 1988, и независимо развит от Макс Тегмарк през 1998 г. Опитва се да направи разлика между копенхагенската интерпретация на квантовата механика и еверетската интерпретация чрез вариация на експеримента на котката на Шрьодингер, но от гледна точка на котката. Квантовото безсмъртие се отнася до субективното преживяване на оцеляване на квантово самоубийство, независимо от вероятността.

## Мисловен експеримент
Експериментът за квантово самоубийство включва същия апарат от котката на Шрьодингер – кутия с радиоактивно ядро с радиоактивен газ, който има 50% вероятност да убие котката, поради квантовата неопределеност. Единствената разлика е, че наблюденията на експериментаторния запис трябва да са вътре в кутията. Значението на това е, че човек, чийто живот или смърт зависят от кюбит, може да разграничи интерпретациите на квантовата механика. По определение фиксираните наблюдатели не могат.